# كوستجا موشيدي
كوستجا موشيدي (بالألمانية: Kostja Mushidi) مواليد 18 يونيو 1998 في بلجيكا، هو لاعب كرة سلة ألماني. بدأ مسيرته الاحترافية في سنة 2015. يحمل الرقم 1. لعب مع ستراسبورغ أي جي في الدوري الفرنسي لكرة السلة الدرجة الأولى ونادي ميغا لكرة السلة في الدوري الصربي لكرة السلة.

## روابط خارجية
- كوستجا موشيدي على موقع الاتحاد الدولي لكرة السلة (الإنجليزية)
- كوستجا موشيدي على موقع كرة السلة الأوروبية.كوم (الإنجليزية)
- كوستجا موشيدي على موقع ريلجم (الإنجليزية)
- كوستجا موشيدي على موقع بروبوليرز (الإنجليزية)
- كوستجا موشيدي على موقع سبورتس رفرنس (الإنجليزية)